# Guatteria myriocarpa
Guatteria myriocarpa este o specie de plante angiosperme din genul Guatteria, familia Annonaceae, descrisă de Robert Elias Fries. Conform Catalogue of Life specia Guatteria myriocarpa nu are subspecii cunoscute.